# الغواصة الألمانية يو-181
غواصة يو-181 غواصة يو بوت ألمانية من الفئة التاسعة دي2 بنيت لسلاح بحرية ألمانيا النازية كريغسمارينه، في أحواض بناء السفن والآلات الألمانية وإيه جي فيزر في بريمن خلال الحرب العالمية الثانية. أبحرت يو-181 في 16 مارس 1944 وهبطت سفينة الشحن البريطانية Tanda التي تبلغ حمولتها 7100 طن، وسفينة الشحن Garoet الهولندية التي يبلغ وزنها 7100 طن وشاحنتي الشحن البريطانيين Janeta وKing Frederick قبل الوصول إلى Penang في 8 أغسطس.